# Erik Bergqvist (Sportler)
Erik Gustaf Bergqvist (* 20. Juni 1891 in Stockholm; † 17. Februar 1954 ebenda) war ein schwedischer Schwimmer, Wasserballspieler und Fußballspieler.

## Karriere
Bergqvist nahm 1912 zum ersten Mal an Olympischen Spielen teil. In Stockholm erreichte er im Schwimmwettbewerb über 100 Meter Freistil das Viertelfinale. Mit der schwedischen Wasserballnationalmannschaft erreichte er den zweiten Rang und gewann somit Silber. Zusätzlich stand er im Aufgebot der Fußballnationalmannschaft als Torhüter, kam hier aber nicht zum Einsatz. In den Jahren 1914 und 1916 wurde er schwedischer Fußballmeister mit AIK Solna. Auch für IFK Stockholm war der Sportler im Fußball aktiv. Für die schwedische Fußballnationalmannschaft kam er in vier Länderspielen zum Einsatz. 1920 war er ein weiteres Mal Olympiateilnehmer. Bei den Spielen in Antwerpen errang er mit der Wasserballmannschaft Bronze.
Nach seinem Karriereende war er einer der Gründer der Firma Tipstjänst, die Glücksspiel und Sportwetten anbot. 1934 erhielt das Unternehmen die Gewerbeerlaubnis der schwedischen Regierung. 1943 wurde dieses Unternehmen verstaatlicht. Unter der Bedingung der Sozialdemokratischen Arbeiterpartei Schwedens beizutreten, wurde ihm der Posten als Generaldirektor angeboten. Dies lehnte er ab und wurde somit nur Generalinspektor.